# Iľja Danilovič Dibrova
Iľja Danilovič Dibrova (ukrajinsky Ілля Данилович Діброва; 20. července 1891 Oleksandrija – 13. října 1944 Stará Turá, hřeben Bílých Karpat) byl sovětský ukrajinský plukovník a generál, velitel partyzánských oddílů na Slovensku během druhé světové války.

## Životopis
V letech 1941–1943 bojoval ve Velké vlastenecké válce na Ukrajině jako velitel partyzánského oddílu Vorošilov. Pod jeho vedením se stal partyzánský oddíl postrachem fašistů a na jeho hlavu byla vypsaná odměna 500 000 marek.
Jako velitel jednadvacetičlenného leteckého výsadku Stalin II byl v noci z 15. na 16. září 1944 vysazaný u obce Žabokreky u Martina. Úlohou výsadku bylo zorganizovat partyzánské hnutí u Trenčína, západně od řeky Váh — oblast Malých a Bílých Karpat a Javorníků. Po příchodu do určeného prostoru 6. října 1944 vzniká spolu s dalšími partyzánskými skupinami 2. československá partyzánská brigáda J. V. Stalina (u partyzánů také Dibrovova brigáda, brzy se stal oblíbeným i váženým u partyzánů i místních obyvatel jako otec "baťko") se štábem na kopanicích Hlavina (čásť města Stará Turá). Dibrov se stal jejím velitelem, náčelníkem štábu se stal Jozef Brunovský. Do brigády byli začleněni také Hurbanovci jako odřad Uhrů, kteří se zdržovali pod Javorinou. Uhrova jednotka nastupovala téměř denně do tvrdých bojů, ze kterých vycházela úspěšně, neboť si rychle osvojila způsob partyzánského boje.
Brigáda pod Dibrovovým velením měla přes 1 500 mužů. Již 12. října 1944 Dibrova organizačně připravil a vedl z Hlaviny útok partyzánské skupiny Hurban pod velením Miloše Uhera na německou posádku ve Staré Turé. Další den I. D. Dibrova zahynul v boji s nacisty na hřebeni Bílých Karpat při přesunu brigády na Javorinu. Na tomto místě mu později postavili památník, stejně jako ve městě v roce 1996. Dočasně byl pochován pod Javorinou a po válce letadlem převezený do Sovětského svazu. Velení po něm v brigádě partyzánů převzal jeho zástupce Miloš Uher, který poté vedl těžké boje na Podjavorinsku až do 27. února 1945, kdy v těžkém boji na hornobzinských kopanicích – v Cetuně jako vítěz padl.

## Ocenění
- in memoriam byl povýšený do generálské hodnosti
- 1964 čestné občanství města Stará Turá
- čestné občanství města Oleksandrija, které získala také jeho dcera Lyudmila Illivna Dibrova (1921-2014)
- Leninův řád
- Řád rudého praporu
- 2x Řád vlastenecké války
- Řád Bohdana Chmelnického SSSR
- prezident Československa mu udělil Řád vojenského kříže a hodnost generála Československé lidové armády

## Památka
- 1996 pomník ve Staré Turé, ve městě naproti hotelu Lipa, deska ze solnohradského mramoru byla původně v Bratislavě[3]
- pomník ve Staré Turé, na státní hranici, na rozcestí pod kótou Kašpariskův vrch poblíž Javoriny
- pamětní deska ve Staré Turé na budově II. základní školy v ulici SNP, na památku partyzánského přepadu německé posádky
- pamětní desky v Oleksandriji na rodném domě a v ulici
- Dibrovova ulice ve Staré Turé, nedaleko pomníku
- Dibrovova ulice v Novém Městě nad Váhem, u nemocnice
- Dibrovova ulice v centru Oleksandrije
- Dibrovovo námestie v Bratislavě v části Staré Mesto, nyní Františkánske námestie[4]

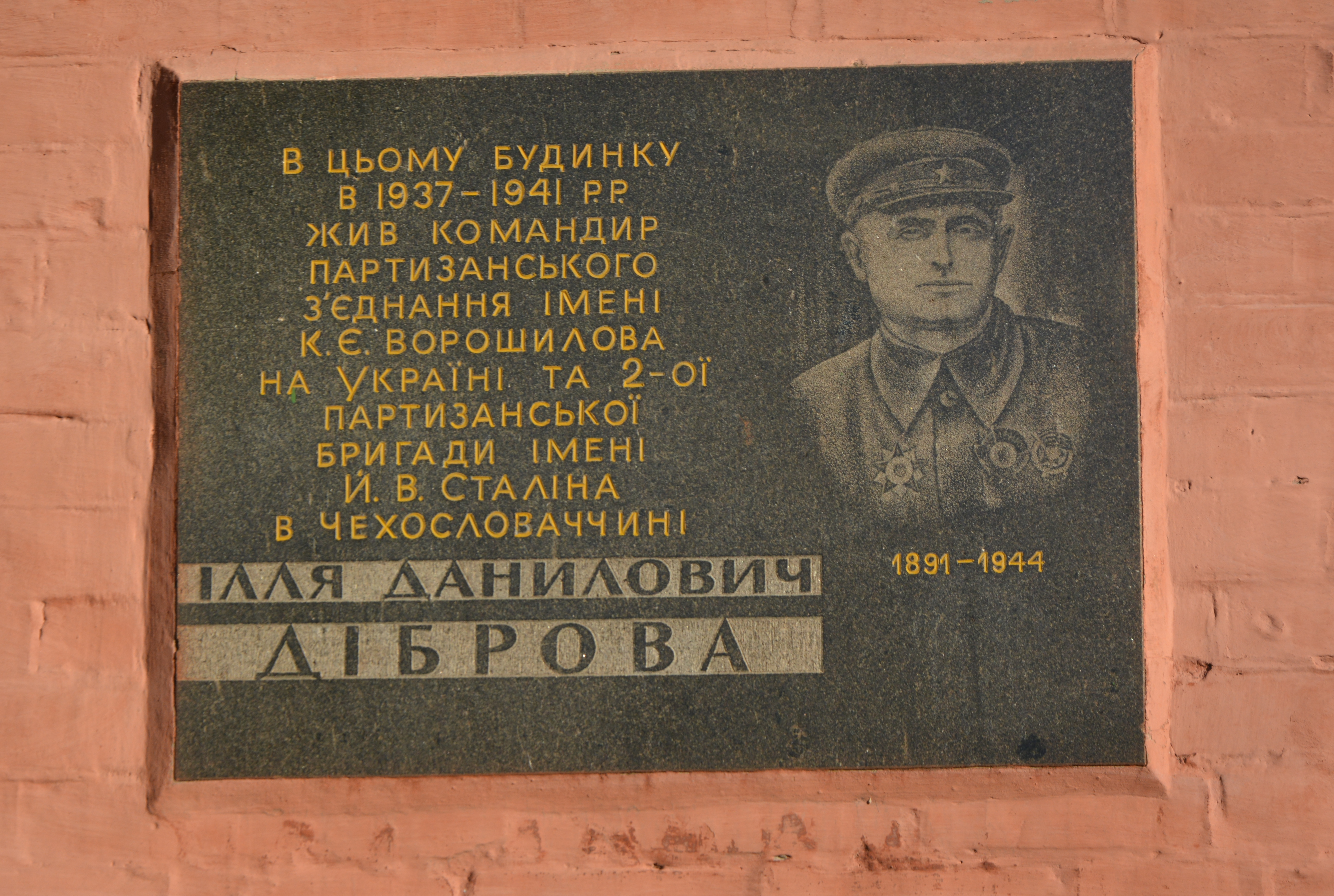
Pamětní deska v Oleksandriji
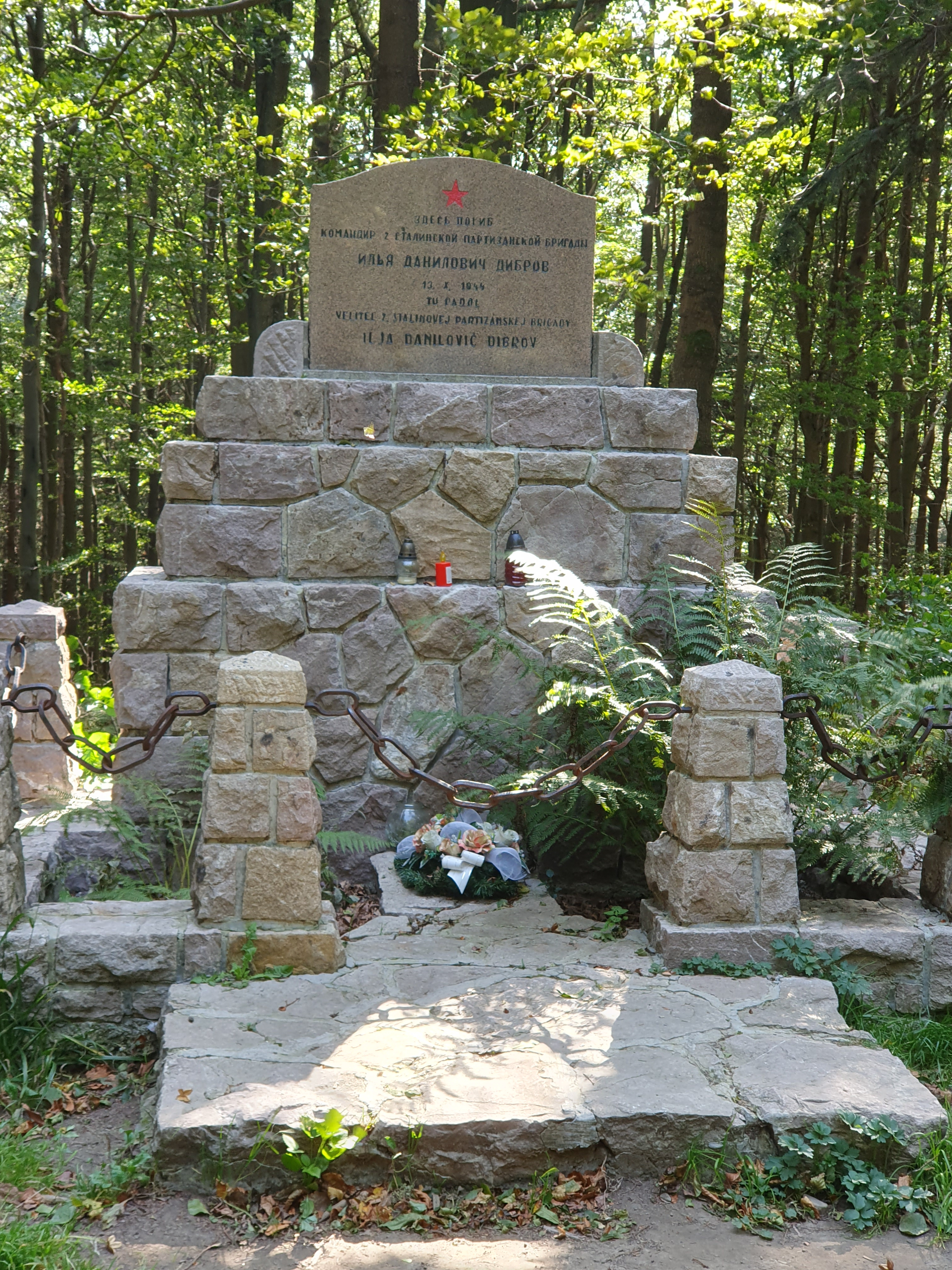
Pomník pod Javorinou v místě úmrtí
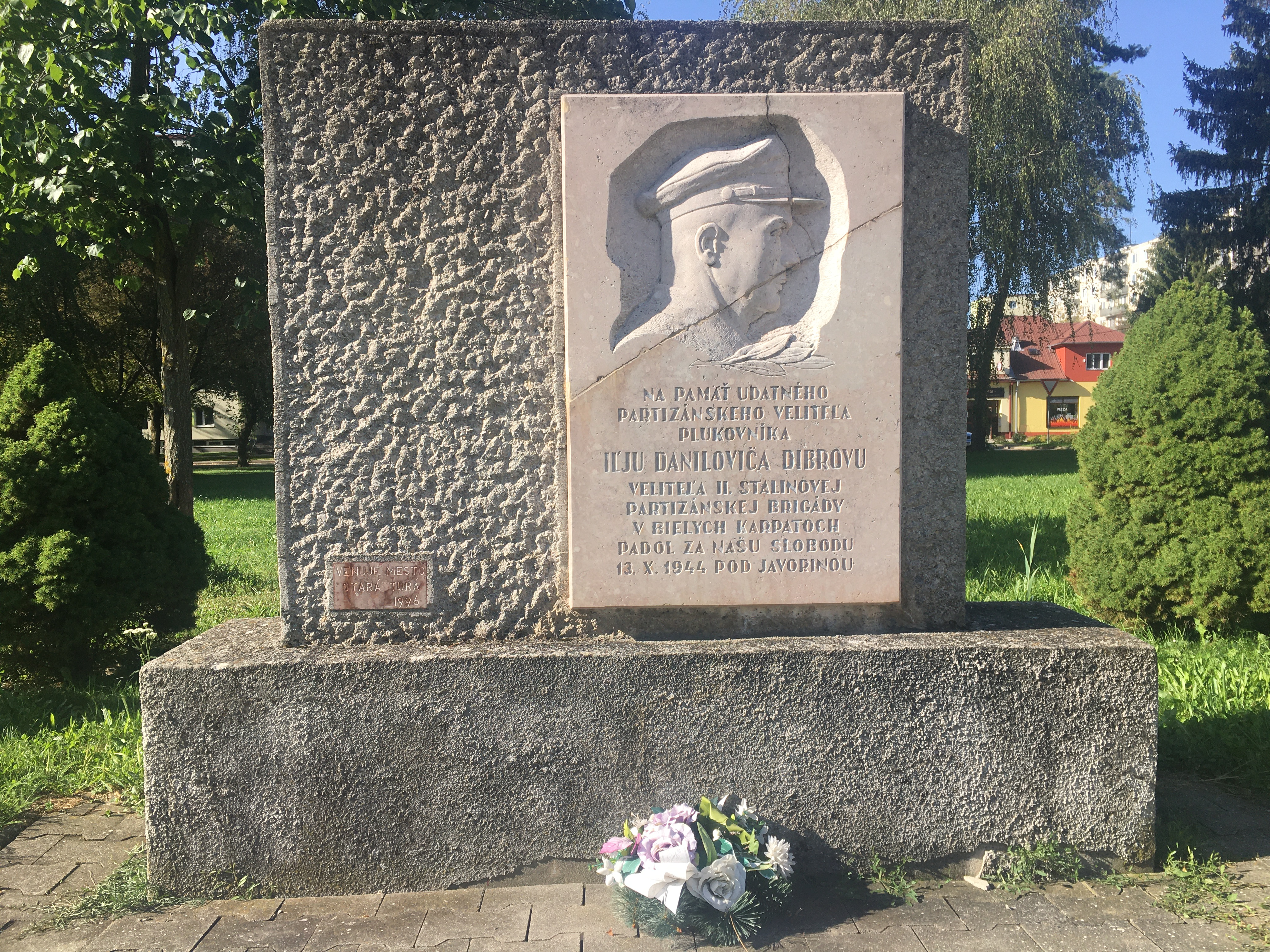
Pomník ve Staré Turé s mramorovou deskou z Bratislavy
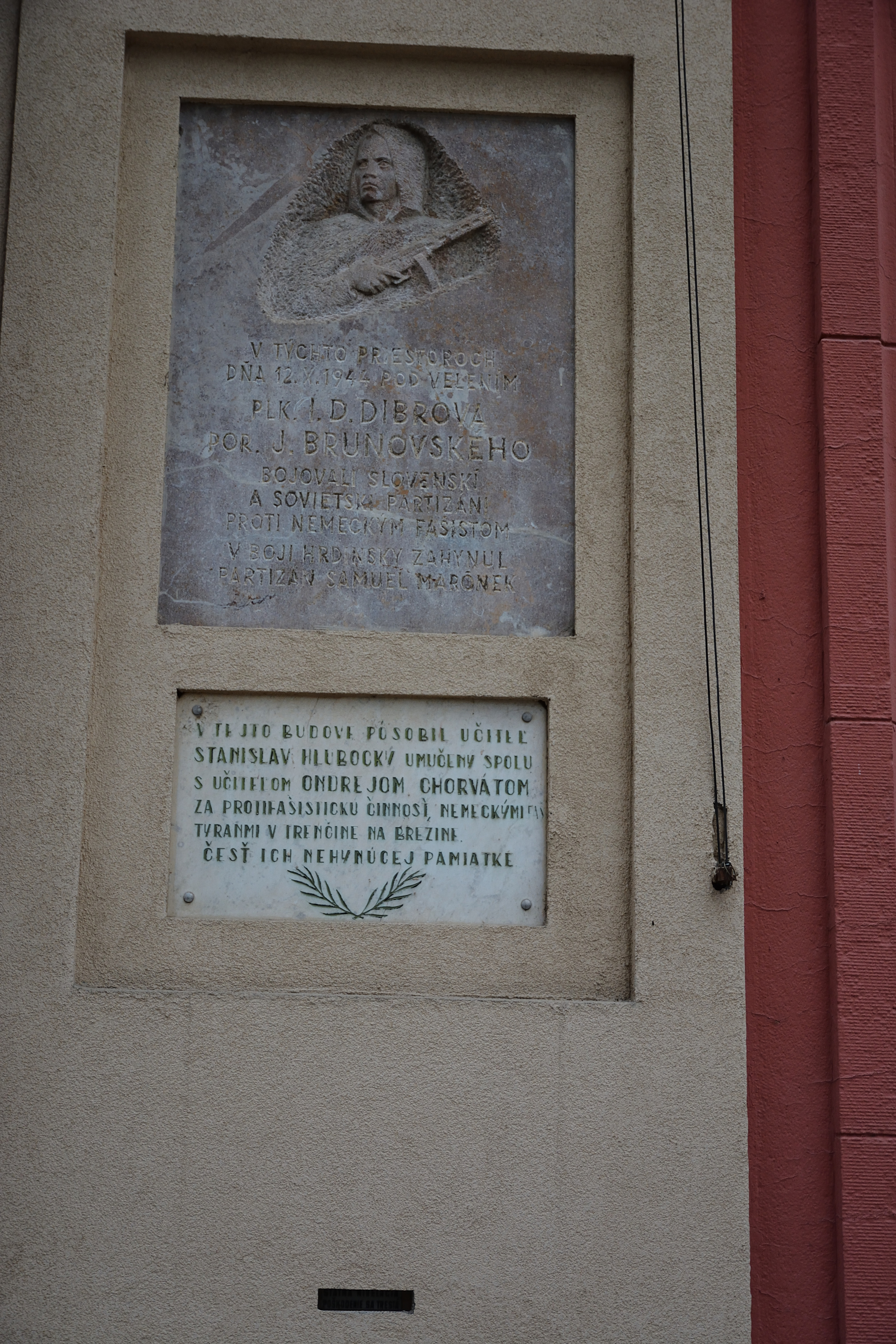
Pamětní deska přepadu, na škole ve Staré Turé